# 1477
1477 (MCDLXXVII) fue un año común comenzado en miércoles del calendario juliano.

## Acontecimientos
- 5 de enero - Batalla de Nancy en la que muere Carlos el Temerario, duque de Borgoña.
- María de Borgoña se casa con Maximiliano I de Habsburgo.
- Se funda la Universidad de Upsala en Suecia.
- Axayácatl es detenido en su campaña militar expansionista hacia occidente por los tarascos en Michoacán.
- Se funda la Universidad de Tubinga en Alemania.
- Termina oficialmente la Guerra de Onin.

## Nacimientos
- Francisco de los Cobos y Molina, secretario de Estado del emperador Carlos I y comendador de Castilla y León.
- Juan Martínez Guijarro, eclesiástico, matemático y lógico español, arzobispo de Toledo.
- Giovanni Antonio Bazzi, más conocido por el apodo de El Sodoma, pintor italiano
- Giorgione, pintor italiano.
- Girolamo del Pacchia, pintor italiano
- 25 de enero - Ana de Bretaña, duquesa titular de Bretaña y por dos veces reina consorte de Francia. Escribió el libro Las Horas
- 20 de marzo - Jerónimo Emser, teólogo alemán, antagonista de Martín Lutero

## Sin Fecha
- Tomás Bolena, padre de Ana Bolena, Jorge Bolena y María Bolena (f. 1539).

## Fallecimientos
- Jaime de Armagnac, duque de Nemours
- 5 de enero - Carlos el Temerario, duque de Borgoña.